# Endre Steiner
Endre (Andreas) Steiner (27 de juny de 1901 – 29 de desembre de 1944) fou un jugador d'escacs hongarès. Era el germà gran de Lajos Steiner, també un destacat mestre d'escacs.

## Resultats destacats en competició
Fou tercer al torneig de Portsmouth de 1923 (el campió fou A.Alekhin), campió a Budapest el 1926, segon a Trencianske Teplice el maig de 1928 (el campió fou Boris Kostić), i guanyà a Kecskemét 1933, superant E.Eliskases. Fou 6è al fort torneig de Kemeri de 1937 (guanyat per Samuel Reshevsky, Vladimirs Petrovs i Salo Flohr).

### Olimpíades oficials
Endre Steiner va representar Hongria en cinc Olimpíades d'escacs oficials i en tres de no oficials, entre 1924 i 1937.
| Any  | Olimpíada                | Ciutat   | Tauler     | Guanyades | Perdudes | Taules |
| ---- | ------------------------ | -------- | ---------- | --------- | -------- | ------ |
| 1924 | I Olimpíada no oficial   | París    | 3r         | 6         | 3        | 4      |
| 1926 | II Olimpíada no oficial  | Budapest | 3r         | 0         | 1        | 0      |
| 1927 | I Olimpíada              | Londres  | 1r suplent | 6         | 2        | 5      |
| 1928 | II Olimpíada             | La Haia  | 2n         | 10        | 3        | 3      |
| 1930 | III Olimpíada            | Hamburg  | 1r suplent | 7         | 2        | 5      |
| 1931 | IV Olimpíada             | Praga    | 1r         | 5         | 7        | 3      |
| 1936 | III Olimpíada no oficial | Múnic    | 3r         | 11        | 6        | 1      |
| 1937 | VII Olimpíada            | Estocolm | 3r         | 12        | 1        | 5      |

A l'Olimpíada no oficial de 1924, Hongria hi assolí la medalla d'argent en la classificació per equips, i en l'apartat individual, Steiner fou 9è en la Copa de consolació (el campió fou K. Hromádka). A l'Olimpíada no oficial de 1926, Hongría hi assolí la medalla d'or, i Steiner empatà als llocs 12è a 14è en el torneig individual 1st FIDE Masters celebrat simultàniament (els campions ex aequo foren Ernst Grünfeld i Mario Monticelli. En tres de les Olimpíades oficials (1927, 1928, 1936), l'equip hongarès va aconseguir el primer lloc i la medalla d'or, i en altres dues, (1930, 1937), el segon lloc i la medalla d'argent. A l'Olimpíada de 1928 Steiner hi va fer un molt bon resultat jugant al segon tauler, amb 11,5 punts de 16 possibles (71,9%), que li va valer el quart lloc al medaller individual, ex aequo amb el seu company d'equip Géza Nagy (la medalla d'or al millor resultat individual fou per al nord-americà Isaac Kashdan, amb 13/15 (86,7%). A l'Olimpíada de 1937 va guanyar la medalla d'argent per la seva actuació al tercer tauler.
Steiner va morir en un camp de concentració nazi el 1944.